# Роуэн, Шейла
Шейла Роуэн (Sheila Rowan) — британский физик-экспериментатор, специализирующаяся на обнаружении гравитационных волн.
Член Эдинбургского (2008) и Лондонского (2018) королевских обществ, профессор физики и астрономии Университета Глазго и с 2009 года директор его Institute for Gravitational Research (IGR), член университетского сената с 2008 года. Главный научный консультант Шотландии с 2016 года.
Являясь директором IGR руководила командой физиков, внесших существенный вклад в рамках LIGO Scientific Collaboration.
Докторские исследования проводила в Глазго, после чего занималась в Университете Глазго и лаборатории имени Edward L. Ginzton в Стэнфорде. В 2003 году возвратилась в Глазго, с 2006 года профессор экспериментальной физики. Занимается исследованиями для разработки оптических материалов для детекторов гравитационных волн, имевшими особое значение для модернизации Advanced LIGO, проведенной в 2010—2015 годах и приведшей к открытию гравитационных волн. За что в числе участников LIGO в 2016 году удостоилась Специальной Премии по фундаментальной физике, в 2017 году — премии Бруно Росси и др., а также — для шотландских участников LIGO — Медали президента Эдинбургского королевского общества (2016). В IGR под её началом работает около 70 исследователей. Ныне она также председательствует в Gravitational Wave International Committee (избрана в 2015). Фелло Института физики (почётный с 2018) и Королевского астрономического общества, а также Американского физического общества.

## Награды и отличия
- Philip Leverhulme Prize[англ.] (2005)
- Royal Society Wolfson Research Merit Award[англ.] (2010)[8]
- Scientific Breakthrough award журнала Wired (2016)[9]
- Fred Hoyle Medal and Prize[англ.] (2016)[6]

В 2018 году удостоилась почётной степени от Университета Роберта Гордона, а также почётной докторской степени Университета Стратклайда.
Кавалер ордена Британской империи (2011).